# Twinkle Chaudhary
Twinkle Chaudhary (* 17. Oktober 1995) ist eine indische Leichtathletin, die sich auf den Mittelstreckenlauf spezialisiert hat.

## Sportliche Laufbahn
Erste internationale Erfahrungen sammelte Twinkle Chaudhary im Jahr 2017, als sie bei der Sommer-Universiade in Taipeh mit 58,24 s im Halbfinale im 400-Meter-Lauf ausschied. 2019 kam sie bei den Asienmeisterschaften in Doha mit 2:07,00 min nicht über die Vorrunde über 800 Meter hinaus und 2025 belegte sie bei den Asienmeisterschaften in Gumi in 2:03,33 min den vierten Platz.
2018 wurde Chaudhary indische Meisterin im 800-Meter-Lauf.

## Persönliche Bestleistungen
- 400 Meter: 54,20 s, 13. Dezember 2017 in Mangalagiri
- 800 Meter: 2:00,71 min, 24. April 2025 in Kochi